# 親指姫

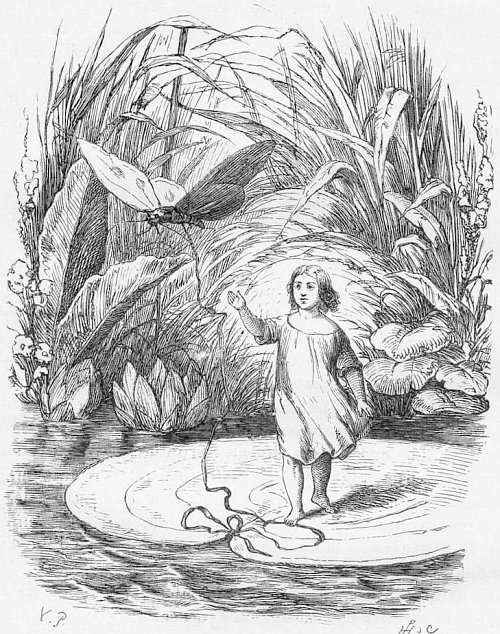

『親指姫』（おやゆびひめ、丁: Tommelise）は、デンマークの童話作家である、ハンス・クリスチャン・アンデルセンの代表作の一つ。1835年に発表されたアンデルセンの童話集第二集に『いたずらっ子』、『旅の道連れ』と共に収録された。『みにくいアヒルの子』などと同じく、アンデルセンの故郷、オーデンセの田園風景を背景に書かれている。

## あらすじ
親指姫は、チューリップの花から生まれた親指ほどの大きさしかない小さい少女である。ある日、ヒキガエルに誘拐されてしまう。魚達の助けで何とか脱出するものの、その後、コガネムシに誘拐され、更に置き去りにされてしまう。秋になり、親指姫はノネズミのお婆さんの許に居候する。しかし、隣の家の金持ちのモグラに結婚を強要される。しかしモグラの家にいた瀕死のツバメを介抱し、結婚式の日に親指姫はツバメと共に、花の国へ行く。そこで親指姫は、花の国の王子様と結婚する。